# Miasta w Sudanie Południowym
Według danych oficjalnych pochodzących z 2008 roku Sudan Południowy posiadał ponad 30 miast o ludności przekraczającej 1 tys. mieszkańców. Stolica kraju Dżuba oraz jeszcze 4 miasta liczyli ponad 100 tys. mieszkańców; 2 miasta z ludnością 50÷100 tys.; 4 miasta z ludnością 25÷50 tys. oraz reszta miast poniżej 25 tys. mieszkańców.

## Największe miasta w Sudanie Południowym
Największe miasta w Sudanie Południowym według liczebności mieszkańców (stan na 22.04.2008):
| L.p. | Miasto  | Stan                    | Liczba ludności |
| ---- | ------- | ----------------------- | --------------- |
| 1.   | Dżuba   | Ekwatoria Środkowa      | 230 195         |
| 2.   | Wau     | Bahr el Ghazal Zachodni | 118 331         |
| 3.   | Malakal | Nil Górny               | 114 528         |
| 4.   | Yei     | Ekwatoria Środkowa      | 111 268         |
| 5.   | Yambio  | Ekwatoria Zachodnia     | 105 881         |
| 6.   | Ar-Rank | Nil Górny               | 68 922          |
| 7.   | Aweil   | Bahr el Ghazal Zachodni | 59 217          |
| 8.   | Bentiu  | Unity                   | 41 328          |
| 9.   | Kapoeta | Ekwatoria Wschodnia     | 16 449          |
| 10.  | Kodok   | Unity                   | 6909            |

## Alfabetyczna lista miast w Sudanie Południowym
(w nawiasie nazwa oryginalna w języku arabskim)
- Abyei
- Akobo
- Al-Lairi
- Ar-Rank (الرنك)
- Aweil (أويل)
- Bantiu (بانتيو)
- Bor (بور)
- Daga Post
- Dżuba (جوبا)
- Gogrial
- Kago Kaju
- Kapoeta (كبويتا)
- Kaya
- Kodok (كودوك)
- Kuajok
- Malakal (ملكال)
- Malualkon
- Magwi
- Maridi
- Nimule
- Pibor
- Raga (راجا)
- Rumbek (رمبيك)
- Tambura
- Tonj (التونج)
- Torit (توريت)
- Warrap (واراب)
- Wau (واو)
- Yambio (يامبيو)
- Yei (ياي)
- Yirol